# Артилерийски изстрел
 Тази статия е за артилерийски изстрел.  За друго значение на изстрел вижте изстрел.  
Артилерийски изстрел е комплект от елементи на артилерийски боеприпаси за произвеждане на изстрел.

## Елементи на артилерийския изстрел
Основни
- снаряд;
- взривател;
- барутен заряд;
- средство за въспламеняване на заряда (капсулна втулка);
- гилза.

Спомогателни
- размеднител;
- обтуратор;
- възпламенител;
- флегматизатор;
- пламегасител.

## Видове артилерийски изстрели
Според способа на зареждане артилерийските изстрели са:
- унитарни, всички елементи са сглобени в едно неделимо цяло тяло, т.е. единно зареждане с едно действие;
- полуунитарни – зареждат се като унитарните с едно действие, но има възможност да се сменя метателния заряд (снарядът не е стиснат в гилзата или гилзата има подвижно дъно и т.н.);
- разделно-гилзово – снарядът не е съединен с гилзата, първо се поставя снарядът, а после гилзата;
- картузно – снарядът, зарядът (в заряден картуз) и средството за възпламеняване се поставят поотделно.

|  | Тази страница частично или изцяло представлява превод на страницата „Артиллерийский выстрел“ в Уикипедия на руски. Оригиналният текст, както и този превод, са защитени от Лиценза „Криейтив Комънс – Признание – Споделяне на споделеното“, а за съдържание, създадено преди юни 2009 година – от Лиценза за свободна документация на ГНУ. Прегледайте историята на редакциите на оригиналната страница, както и на преводната страница, за да видите списъка на съавторите. ВАЖНО: Този шаблон се отнася единствено до авторските права върху съдържанието на статията. Добавянето му не отменя изискването да се посочват конкретни източници на твърденията, които да бъдат благонадеждни. |